# Brok (województwo podlaskie)
Brok – wieś w Polsce położona w województwie podlaskim, w powiecie wysokomazowieckim, w gminie Wysokie Mazowieckie.
W latach 1975–1998 miejscowość administracyjnie należała do województwa łomżyńskiego.
Wierni kościoła rzymskokatolickiego należą do parafii św. Jana Chrzciciela w Wysokiem Mazowieckiem.

## Historia
Wieś Brok została założona w pobliżu folwarku w Mazurach, w ramach książęcej włości tykocińskiej. W dokumentach Brok wymieniono w latach: 1494, 1532, 1558. W lustracji dóbr królewskich z 1570 r. zapisano: (…) w tem siele włók 21 gruntu przedniego, to jest osadnych włók 9, z których powinności jako w Mazurach uczyni z tych wszystkich włók zł. polskich 37, ciągłych włók 12, (...) co czyni ze wszystkich włók zł. pol. 26/15. Początkowo dobrami zarządzali Gasztołdowie, później starostowie królewscy z Tykocina. W 1673 r. posesjonatem Broku i Mazur, posiadającym 115 poddanych, był Tadeusz Daniel Baubonabek, z pochodzenia Pers. Następnie wieś stała się własnością prywatną należącą do: Czarnieckich, Branickich i Jaruzelskich.
W wieku XVIII w Broku znajdowała się karczma arendowana przez Żydów.
W roku 1827 wieś prywatna w parafii Wysokie. Liczyła 11 domów i 69 mieszkańców. Po uwłaszczeniu chłopów w 1864 r. powstało tu 12 gospodarstw na 197 morgach ziemi. Pod koniec XIX miejscowość w powiecie mazowieckim, gmina Sokoły, parafia Wysokie Mazowieckie. W pobliżu folwark Brok, który z przyległym folwarkiem Mazury zajmował powierzchnię 2100 morgów.
W roku 1921 we wsi 16 gospodarstw i 112 mieszkańców (53 mężczyzn i 59 kobiet). Wszyscy zadeklarowali narodowość polską i wyznanie rzymskokatolickie.

## Tranzyt
Brok leży przy drodze wojewódzkiej nr 678 Wysokie Mazowieckie - Białystok.